# Acrotona pygmaea
Acrotona pygmaea är en skalbaggsart som först beskrevs av Johann Ludwig Christian Gravenhorst 1802.  Acrotona pygmaea ingår i släktet Acrotona, och familjen kortvingar. Arten är reproducerande i Sverige.